# Guillermo Tupper
William de Vic Tupper más conocido en español como Guillermo Tupper (Isla Guernsey, 28 de abril de 1800-a orillas del río Lircay, 17 de abril de 1830) fue un militar británico, héroe de la Independencia de Chile.

## Biografía
Nacido el 28 de abril de 1800 en St. Peter Port en la Isla de Guernsey, territorio Británico. Hijo de John Elisha (var. Jean-Elisée) Tupper y Elizabeth Brock. Recibió el mismo nombre de un tío paterno que muriera en un duelo. Era el quinto hijo de trece hermanos. Su padre fue el menor de los hijos de un muy respetable jurat o magistrado de la Corte Real, quien murió en 1802. Tenía por tíos a dos célebres miembros del ejército británico: Sir Isaac Brock, Gobernador del Alto Canadá, quien pereció al frente de su ejército en la Batalla de Queenston Heights en 1812 y el general John Le-Marchant, caído también en 1812 en la Batalla de Salamanca. Uno de sus hermanos fue el célebre historiador de las Islas del Canal de la Mancha, Ferdinand Brock Tupper (1795-1874).
Después de recibir excelente educación en Inglaterra, una parte en el Condado de Warwick bajo la dirección de un preceptor particular, "De Vic" -nombre por el cual siempre se le designó-, fue mandado en 1814 para un colegio en París, con ocasión de la Restauración de los Borbones. Allí permaneció hasta la llegada de Napoleón desde la isla de Elba el 20 de marzo de 1815. 
Al regresar a Les Cotils, la casa familiar de los Tupper en St. Peter Port, los medios y la influencia de la familia fueron empleados para satisfacerle su inmenso deseo de ingresar al Ejército Británico. Mas la reducción de efectivos realizada luego de la paz de 1815, no permitió obtenerle un nombramiento ni aun por compra. En esa época, a menos que estuvieran apoyadas por fuertes intereses parlamentarios, muy pocas pretensiones eran atendidas y sus tíos con influencia que pudieran haberse hecho cargo ya yacían muertos en servicio de la corona.
Desilusionado, fue enviado por la familia a Barcelona, donde tenía un pariente cercano, Peter Carey Esquire, quien era Cónsul de Inglaterra en el lugar. Allí pasó dos o tres años dedicado al comercio, donde fundó una compañía que duró varios años.
Habría sido durante esta época que mantuvo relación con una muchacha catalana llamada Francisca de Lara Meliá (1802-1822) con quien tuvo un hijo natural llamado William Louis Joseph Tupper (1819-1887). Este hijo posteriormente ya adulto emigraría al Imperio del Brasil, donde sería conocido como Guilherme de Lara Tupper y donde se desempeñaría en el consulado británico. Casado en el lugar con la inglesa Isabel Freese (1820-1881) con quien tuvo descendencia radicada en Inglaterra. De una relación natural con la carioca Maria Henriqueta Pacheco (1833-1904) se transformaría en el genearca de la familia Tupper en el lugar, con descendencia hasta el presente (2024).
William y su incontenido deseo de seguir la carrera de las armas, lo llevó a tomar la determinación de servir en una causa mayor: el proceso independentista latinoamericano. El 10 de mayo de 1821 recibió desde el cónsul Carey pasaporte para regresar a Inglaterra a través de Francia. En su pasaporte se le describe: "edad 21 años, estatura 6 pies y 3 pulgadas (190 cm), rostro redondo, color bueno, pelo y cejas castaños, ojos pardos, nariz regular y barba pequeña". Embarcó con destino a su tierra natal en Guernsey, donde comunicó su decisión a la familia y logró conseguir el nombramiento de Teniente de Milicia por el General George Augustus Herbert, 11.er Conde de Pembroke el 14 de septiembre de 1821. Desde St. Peter Port se embarcó con destino a Río de Janeiro en el Imperio del Brasil en noviembre de 1821. Su objetivo era enlistarse en las Fuerzas Patriotas de Chile que aún enfrentaban a los realistas españoles en el sur de su territorio.
Llegó a Río de Janeiro en la diciembre de 1821. Aparentemente en el lugar, William se dedicó a conocer las bondades de la cultura carioca.
William continuó su viaje en la primavera de 1822, pasando por Buenos Aires en las Provincias Unidas del Río de la Plata. Desde allí se internó en la ruta que llevaba hacia Chile, a través de la Cordillera de los Andes. Arribó a Santiago en noviembre de 1822 como un simple viajero y no tuvo cartas de presentación ante ninguna autoridad. Debido al manejo del inglés, francés y español, pudo hacerse de amistades rápidamente. 
Su desplante social lo llevó a atreverse a interrumpir al Coronel Jorge Beauchef que se encontraba desayunando en el Café de la Nación de Santiago. Allí se le presentó y le manifestó su voluntad de servir en el Ejército de Chile. Beauchef le indicó que necesitaba de preparación y experiencia, que él mucho no podía hacer. A esto, Tupper le mencionó el título de Capitán de Milicias entregado por el conde de Pembroke en Inglaterra, además de decirle los idiomas que manejaba y su experiencia en actividades comerciales. Beauchef tenía muy buena impresión del joven. Accedió a presentarle el caso al director Bernardo O'Higgins quien tras hacer algunas preguntas accedió a homologarlo como "Capitán de Milicias". Tendría que acompañar a Beauchef como parte de su entrenamiento.
La guarnición de Valdivia estaba amotinada en esos días. El Coronel Beauchef fue enviado y logró que Tupper lo acompañara. Llegaron allá solos y lograron prender a los jefes del motín. En tal enfrentamiento, así como en una batalla con los araucanos aliados a los Realistas, Tupper sorprendió por su desempeño. Ganó la confianza y el respeto de los tenientes, situación que se tradujo en su nombramiento como Capitán de una Compañía de Granaderos del Batallón 8, comandado por el mismo Beauchef. Era enero de 1823.
Constituida por más de 100 hombres, la Compañía de Tupper fue enviada a Arica en una misión como parte de la Expedición Libertadora del Perú. Pero el grupo fue ordenado a regresar y marchar bajo las órdenes del Director Ramón Freire contra la Isla de Chiloé, defendida hasta entonces por el gobernador español Antonio de Quintanilla. El viaje desde Arica se realizó en un navío que debido a su escasez de provisiones tuvo que recalar en el puerto de Coquimbo. En enero de 1824 zarpó junto al Batallón 8 desde Coquimbo hasta la Isla Quiriquina, donde permaneció hasta que se completaran los preparativos. El batallón de Tupper fue elegido para tomar la delantera y alcanzó Chiloé el 24 de marzo. Al día siguiente, tras vencer a la ligera defensa existente, ocuparon el Fuerte de Chacao. El 31 de marzo, los Batallones 7 y 8 y la Compañía de Granaderos del Batallón 1 desembarcaron en Dalcahue. El mediodía del 1 de abril comenzaba la marcha hacia San Carlos de Chiloé, hoy la ciudad de Ancud. Tupper comandaba la vanguardia cuando se desató una emboscada española. Fue herido con una bayoneta en su muslo derecho y tuvo una contusión en el costado izquierdo en la Batalla de Mocopulli, el 1 de abril de 1824.Fue promovido a Sargento Mayor por su valiente conducta en aquella desastrosa aventura. A comienzo de 1825, Tupper manifestó interés por ser nombrado para una de las Compañías Británicas de Minerales que se organizaban en aquella época en Chile. 
En esta época conoció a la española Isidora Zegers Montenegro, con quien tras un escondido romance y la negación inicial de su suegro, el ministro Juan Francisco de Zegers, contrajo matrimonio en la Parroquia de El Sagrario de la Catedral de Santiago el 23 de septiembre de 1825.
Sin embargo, poco duró la luna de miel. Fue enviado en la Segunda Expedición a Chiloé y se halló en ella en la Batalla de Bellavista el 14 de enero de 1826 en la cual se distinguió y cuya acción dio la libertad a todo el archipiélago. Mandaba en las dos Compañías de Granaderos  de los batallones 6 y 8, que formaban parte de la segunda columna de la vanguardia, y en premio de sus distinguidos servicios en dicha jornada obtuvo el grado de Teniente Coronel el 22 de abril de 1826.
En el año 1826 hizo la Tercera Expedición a Chiloé llamada la Campaña de Chiloé en clase de Comandante de las tropas destinadas a la pacificación de Chiloé y en premio del brillante éxito de esta empresa, obtuvo del Supremo Gobierno con fecha 21 de agosto de 1826 el empleo efectivo de Teniente Coronel de Infantería. Desde enero a abril de 1827 hizo campaña  contra los Hermanos Pincheira, habiendo marchado al mando de un escuadrón de dragones hasta el otro lado de la cordillera.
Se trasladó a Santiago, donde el 1 de mayo de 1827 obtuvo el nombramiento de Primer Edecán  del Supremo Gobierno. El 4 de mayo del mismo año nace su hija Flora Tupper Zegers (1827-1893). Es aparente que Tupper tuvo un receso y dedicó tiempo a estar en Santiago, junto a su esposa y a su nueva hija. Durante este tiempo, las tertulias que los Tupper Zegers realizaban en su casa de Santiago, atraían a los más bohemios intelectuales nacionales e internacionales. Uno de los habituales asistentes era el comerciante alemán Georg (var. Jorge) Hunneus. El 24 de mayo de 1828 nace su segunda hija, Elisa Tupper Zegers (1828-1896).
De ideas federalistas y liberales, adscribió al bando pipiolo y prestó servicios con el rango de teniente coronel bajo las órdenes del general Ramón Freire. De esta forma Tupper participó activamente en sofocar las continuas sublevaciones del bando conservador y oligárquico como lo fue la sublevación militar de San Fernando en julio de 1828. A raíz del desenlace de este acontecimiento relata con pesar en su Diario de Campaña 1823-1828:

En la Orden del Día del 22 de julio se publicó un indulto en favor del batallón Maipú, o Nº 6, y del regimiento de Dragones, incluyendo en él a don Pedro Urriola y a todos los paisanos y milicianos que acompañaron a la división sublevada desde San Fernando hasta la capital. De este modo han concluido todas las sublevaciones en Chile. Y por este motivo hay una cada año, ya sea puramente militar como ésta o suscitada por medio de pobladas de facciosos, acompañados de los votos de la capital. En todo tiempo los Gobiernos, deseosos de paliar el mal y no cortarlo en su raíz con enérgico proceder y un debido castigo, han tratado de comprar la paz y la tranquilidad de estos malvados por medio de indultos y premios de todas clases. De consiguiente, el remedio empeora el mal. Las autoridades constituidas se hallan sin prestigio entre los ciudadanos y las leyes yacen en una nulidad absoluta.

Diego Barros Arana, señala en su obra Historia de Chile, que el 5 de mayo de 1828 Guillermo de Vic Tupper había fundado junto a José Joaquín Mora entre otros, la primera biblioteca popular en el país, denominada Sociedad de Lectura, haciendo accesible al pueblo una variada gama de "los mejores libros que se publiquen en español, inglés y francés, e igualmente los folletos y periódicos que se publiquen en Europa y América".  Los nuevos libros fueron un gran aporte a la cultura local, ya que la Biblioteca Nacional de Chile solo contaba con vetustos ejemplares de teología y derecho y ordinariamente escritos en latín a los cuales sólo tenían acceso los miembros de la oligarquía. El Rector del Instituto Nacional puso a su disposición una sala que antes servía de capilla en la Universidad y de una pieza contigua para el uso de la sociedad.
Participó en los sucesos de la guerra civil chilena de 1829-1830. A fines de 1829 fue nombrado Comandante del Batallón Pudeto a cuya cabeza tomo una parte muy activa en la Batalla de Ochagavía defendido la causa de la constitución contra la usurpación del General Prieto. Después de destruido el partido constitucional, se retiró a la vida privada y pasó a Valparaíso con ánimos de dedicarse al comercio. A la ciudad puerto llegó el General Freire quien le convenció de atacar al partido vencedor en el sur de la república. Se encontró en el ataque de Monterrico, después en el sitio de Chillán y por último en Lircay, a las afueras de Talca.
Se batió en la Batalla de Lircay, donde fue derrotada completamente la división constitucional. Tupper se salvó en un mismo caballo con el Coronel de Artillería José Domingo Amunátegui Muñoz, mas fueron sorprendidos  por una partida de las tropas de José Joaquín Prieto. Se rindieron y fueron hechos prisioneros. Aparentemente Prieto quería darle un trato justo, pero el coronel Tupper acabó siendo hacheado a sablazos en una tienda del campamento donde se encontraba detenido el 17 de abril de 1830. Se cree que la brutalidad con la que fue asesinado fue debido al odio contra los oficiales extranjeros alimentado en la tropa por los conservadores. Al Coronel Amunátegui se le perdonó la vida.
El 30 de mayo de 1830, nace su hijo póstumo Fernando Tupper Zegers (1830-1873), quien es el que da origen a la familia Tupper de Chile. Con descendencia hasta el presente (2024). Entre sus descendientes directos figuran: Santiago Tupper y Raimundo Tupper